# Rémi Skoutelsky
Rémy Skoutelsky, né en 1966, est un historien français spécialiste de la guerre d'Espagne, qu'il aborde du point de vue de l'histoire sociale. Il est chercheur associé au Centre d'histoire sociale du XXe siècle à l'université Paris-I.

## Biographie
Il est l'auteur d'un ouvrage, L'Espoir guidait leurs pas (Grasset, 1998), consacré aux volontaires français dans les Brigades internationales engagé dans la guerre d'Espagne. Il y retrace les motivations et la vie quotidienne des 9 000 français engagés volontairement dans ce conflit. Ce travail s'appuie sur les archives, dont certaines directement issues de Moscou, mais aussi sur la mémoire des survivants enregistrée dans des conditions scientifiques avant qu'ils nous quittent.
Après cet ouvrage, il participa à la Mission d'étude sur la spoliation des juifs de France conduite par Jean Mattéoli. Il a participé à l'ouvrage collectif Le Siècle des communismes, pour lequel il a rédigé la partie « Brigadistes internationaux et résistants ».
Ne se limitant pas à la simple érudition, Rémy Skoutelsky est par ailleurs un citoyen engagé. Militant de longue date de SOS Racisme, il s'opposa à l'automne 2007, à l'introduction de tests ADN pour les migrants.

## Publications
- L'espoir guidait leurs pas : les volontaires français dans les Brigades internationales, 1936-1939, Grasset, 1998.
- avec Michel Lefebvre, Les Brigades internationales : images retrouvées, Éditions du Seuil, 2003.